# Aeroportul Gaoua
Aeroportul Gaoua (IATA: XGA, ICAO: DFOG) este un aeroport din Burkina Faso ce deservește zona Gaoua. A fost numit după zona deservită.
Situat la o altitudine de 333 m, aeroportul dispune de o singură pistă.